# Дзорагет
Дзораге́т (арм. Ձորագետ) — река в Армении, вместе с рекой Памбак образующая реку Дебед. Протекает по северо-западной части Лорийской области, в том числе через город Степанаван.

## Описание, туризм
Дзорагет является одной из наиболее подходящих для сплава на катамаранах рекой в Армении. Начальная точка сплавной части маршрута — мост через Дзорагет в черте города Степанаван. Каньон Дзорагета, в котором расположен практически весь сплавной участок, достаточно глубок (от 100 до 300 м), причем верхняя часть каньона представляет собой отвесные неприступные скалы, в то время как ближе к воде он немного выполаживается, то есть все препятствия при необходимости можно разведать с берега по низу каньона. Отвесных скальных выходов к воде немного, в основном по правому берегу. Опорным берегом на сплаве является левый, вдоль которого по низу каньона проложена грунтовая автодорога. В нижнем течении расположена Дзорагетская ГЭС.

## Достопримечательности
- Крепость Лори Берд
- Средневековый мост через речку Урут.
- Небольшая часовня в пещере около деревни Агарак.
- Монастырский комплекс Хневанк. Возведение монастыря датируется седьмым веком, а в 12 был перестроен в стиле архитектуры того времени.

## Название
Дзорагет — это составное слово, на армянском обозначающее Река-ущелье, лексема ձոր ([dzoɾ]) означает ущелье, а գետ ([get]) означает река, они соединены аффиксом ա ([ɑ]).

## Галерея

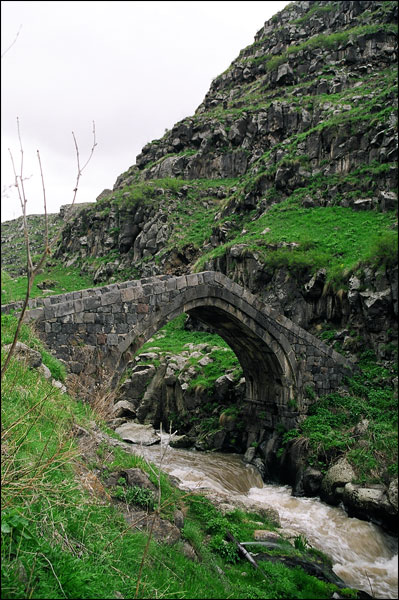
мост V века через речку Урут
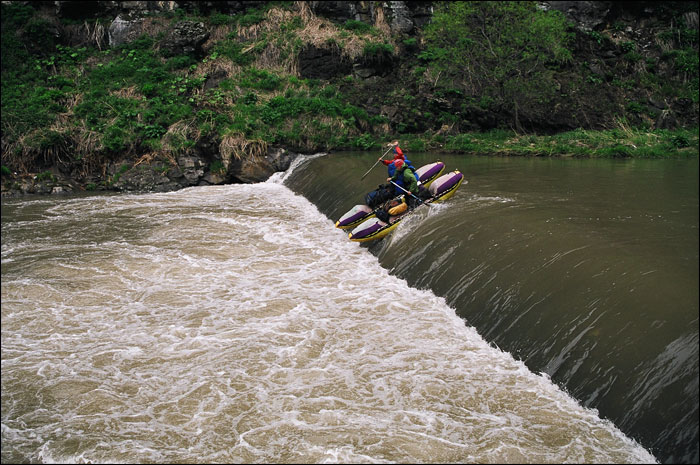
сплав по реке
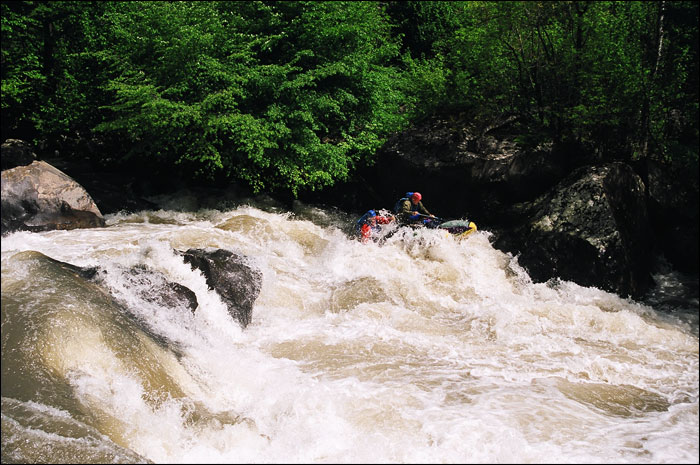
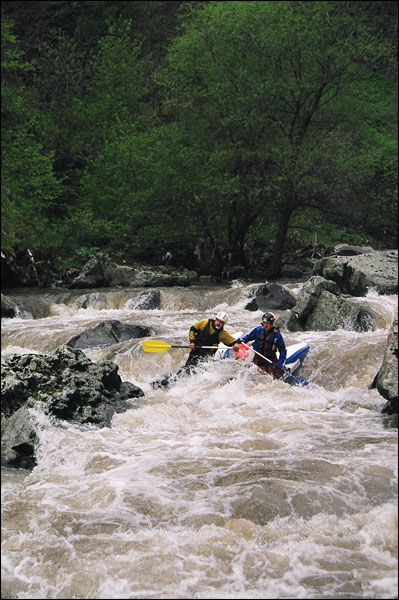
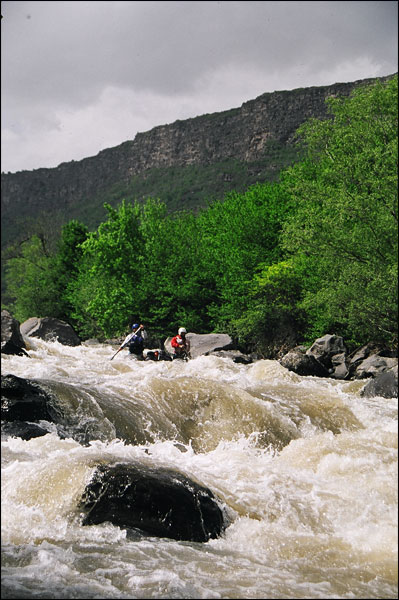
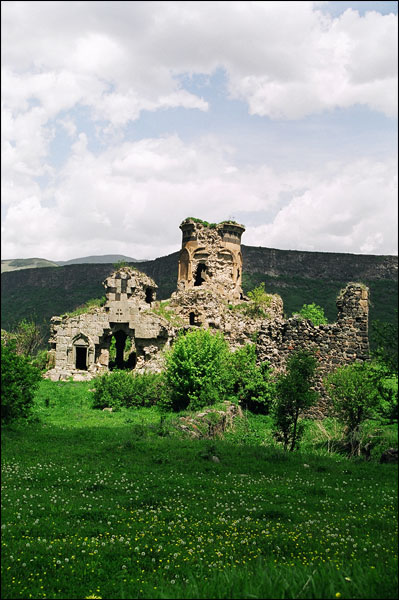
Развалины армяно-халкидонского монастыря Хневанк (ныне восстановлен) на берегу реки